# Барнет Бернс
Барнет Бернс (англ. Barnet Burns) (листопад 1805 — 26 грудня 1860) — англійський моряк, купець та шоумен, який став одним із перших європейців, який жив як пакеха маорі й отримав повне татуювання маорі на обличчі. У 1830-х роках він подорожував у Австралію й знайшов роботу як торговець льоном в Новій Зеландії. Бернс повернувся до Європи в 1835 році й провів решту частину свого життя як шоумен, читав лекції, в яких описував звичаї маорі, танцював гака, виставляв свої татуювання маорі й розповідав про свої пригоди в Новій Зеландії.